# 亞歷山大·L·佐治
亞歷山大·L·佐治（英語：Alexander L. George，1920年5月31日—2006年8月16日）是一位美國行為科學家。他是格雷厄姆·H·斯圖爾特斯坦福大學政治學名譽教授。他對政治心理學、國際關係和社會科學方法論作出了有影響的貢獻。

## 生活
他的父母是來自波斯西北部烏爾米耶的亞述人。他在芝加哥大學獲得本科和研究生學位，並於1958年獲得政治學博士學位。
根據大衛·A·漢堡的說法，他是最早帶領行為科學家研究冷戰時期核危機管理「非常痛苦和危險」的問題並將知識直接傳遞給政策領導人的人之一。佐治「非常關注減少核危險」，他補充說。「我認為他是一位真正偉大的學者和人類」。

## 獎項
- 1975年：班克洛夫特獎
- 1983年：麥克阿瑟基金會獎學金
- 1997年：美國國家科學院預防核戰爭相關的行為研究獎（英语：NAS Award for Behavior Research Relevant to the Prevention of Nuclear War）來自美國國家科學院。[4]
- 1998年：約翰·斯凱特政治學獎（英语：Johan Skytte Prize in Political Science）
- 2000年：美國哲學會會員[5]

## 作品
- 亞歷山大·L·佐治; Juliette L. George. . Courier Dover Publications. 1964. ISBN 978-0-486-21144-2. Alexander L George.
- . 哥倫比亞大學出版社. 1969  [2021-12-09]. ISBN 978-0-231-08595-3. （原始内容存档于2021-12-09）.
- 亞歷山大·L·佐治; Richard Smoke. . 哥倫比亞大學出版社. 1974. ISBN 978-0-231-03838-6. Richard Smoke.
- . Westview Press. 1983. ISBN 978-0-86531-500-6.
- Alexander L. George; Philip J. Farley; Alexander Dallin (编). . 牛津大學出版社. 1988. ISBN 978-0-19-505398-2.
- Alexander L. George; Yaacov Bar-Siman-Tov (编). . Westview Press. 1991. ISBN 978-0-8133-1232-3.
- . United States Institute of Peace Press. 1991. ISBN 978-1-878379-14-6.
- 亞歷山大·L·佐治; Juliette L. George. . Westview Press. 1998. ISBN 978-0-8133-2591-0.[]
- 亞歷山大·L·佐治; Andrew Bennett. . 麻省理工學院出版社. 2005  [2021-12-09]. ISBN 978-0-262-57222-4. （原始内容存档于2021-12-04）.
- . Paradigm Publishers. 2006. ISBN 978-1-59451-264-3.
- George, Alexander/Simons William E., 1994: The Limits of Coercive Diplomacy, Colorado/Oxford: Westview Press

## 外部連結
- Dan Caldwell; Timothy J. McKeown; Alexander L. George (编). . Westview Press. 1993. ISBN 978-0-8133-1745-8.